# Lee So-dam
Dans ce nom coréen, le nom de famille, Lee, précède le nom personnel.
Pour les articles homonymes, voir Lee.
Lee So-dam, née le 12 octobre 1994, est une footballeuse internationale sud-coréenne évoluant au poste de milieu de terrain à l'Incheon Red Angels. Elle fait également partie de l'équipe nationale depuis 2013.

## Biographie

### En équipe nationale
Elle participe avec l'équipe de Corée du Sud à la Coupe d'Asie 2014, à la Coupe du monde 2015, puis à la Coupe d'Asie 2018.
Elle fait ensuite partie des 23 joueuses sud-coréennes retenues pour disputer la Coupe du monde 2019 organisée en France.